# Scopula hoerhammeri
Scopula hoerhammeri là một loài bướm đêm trong họ Geometridae.